# Elegy (album de The Nice)
Pour les articles homonymes, voir Elegy.
Albums de The Nice
Five Bridges
(1970)
Elegy est le cinquième et dernier album du groupe rock progressif britannique, The Nice sorti en avril 1971. La formation était déjà séparée lors de la parution de cet album, Keith Emerson étant déjà passé à Emerson, Lake and Palmer, Lee Jackson a alors formé Jackson Heights alors que Brian Davison en a fait autant avec Brian Davison's Every Which Way avant d'accompagner Gong en tournée. L'album est constitué de versions live de pièces déjà jouées auparavant par le trio, ainsi qu'une version toute personnelle de la chanson My back pages de Bob Dylan. Hang on to a dream de Tim Hardin et America de Leonard Bernstein ont été enregistrées lors d'un concert au Fillmore East à New-York pendant la dernière tournée de 1969. 

## Titres

### Face A
1. Hang on to a Dream (Live) (Tim Hardin) – 12:43
2. My Back Pages (Bob Dylan) – 9:12

### Face B
1. Third Movement, Pathetique (Group Only) (Tchaikovsky arr. The Nice) – 7.05
2. America (Live) (Bernstein/Sondheim/The Nice) – 10:27

## Parution en CD 1990
Lors de la sortie de l'album en CD en 1990, six pièces supplémentaires furent rajoutées provenant de la compilation ''Autumn 67 - Spring 1968''. La durée des quatre pièces originales est quelque peu différente. 
1. "Hang on to a Dream" (Live) (Tim Hardin) – 12:42
2. "My Back Pages" (Bob Dylan) – 9:10
3. "Third Movement, Pathetique" (Groupe seulement sans orchestre) (Tchaikovsky arr par The Nice) – 7;05
4. "America" (Live) (Bernstein/Sondheim/The Nice)  – 10:17
5. "Diamond-Hard Blue Apples of the Moon" (Emerson, Jackson) – 2:46
6. "Dawn" (Davison, Emerson, Jackson) – 5:05
7. "Tantalising Maggie" (Emerson, Jackson) – 4:19
8. "Cry of Eugene" (O'List, Emerson, Jackson) – 4:30
9. "Daddy Where Did I Come From?" (Emerson, Jackson) – 2:46
10. "Azrial Revisited" (Emerson, Jackson) – 3:46

## Réédition Digital Remaster 2009
La réédition 2009 ne contient que deux pièces supplémentaires et, encore une fois, la durée des 4 pièces originales diffère quelque peu. 
1. "Hang on to a Dream" (Live) (Tim Hardin) – 12:41
2. "My Back Pages" (Bob Dylan) – 9:12
3. "Third Movement, Pathetique" (Groupe seulement sans orchestre) (Tchaikovsky arr par The Nice) – 7;07
4. "America" (Live) (Bernstein/Sondheim/The Nice)  – 10:22
5. "Country Pie" (BBC Radio 1's "Sounds of the Seventies") (Bob Dylan) – 4:57
6. "Pathetique (Symphony No. 6, 3rd Movement)" (BBC Radio 1's Sounds of the Seventies) (Tchaikovsky arr par The Nice) – 6:59

## Musiciens
- Keith Emerson – orgue Hammond, piano Steinway
- Lee Jackson –  basse, chant
- Brian Davison – batterie